# Cryptodiaporthe apiculata
Cryptodiaporthe apiculata är en svampart som tillhör divisionen sporsäcksvampar, och som först beskrevs av Carl (Karl) Friedrich Wilhelm Wallroth, och fick sitt nu gällande namn av Franz Petrak. Cryptodiaporthe apiculata ingår i släktet Cryptodiaporthe, och familjen Gnomoniaceae. Arten är reproducerande i Sverige.